# امامزاده میر احمد
امامزاده میر احمد مربوط به دوره تیموریان است و در شهرستان ممسنی، بخش رستم ۲، روستای دهنو مرکزی واقع شده و این اثر در تاریخ ۱۱ دی ۱۳۸۰ با شمارهٔ ثبت ۴۵۴۵ به‌عنوان یکی از آثار ملی ایران به ثبت رسیده است.